# Effet cliquet

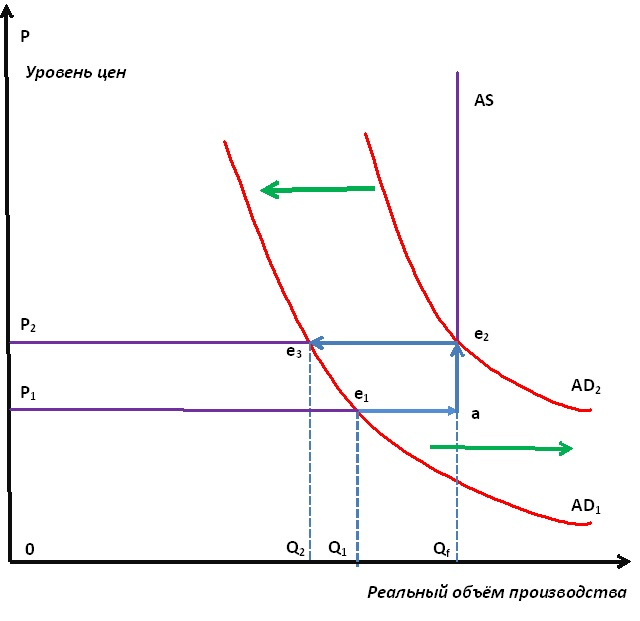
Effet cliquet

L'effet cliquet, ou effet de cliquet, est un phénomène ou procédé énoncé par James Duesenberry dans Income, Saving and the Theory of Consumer Behavior (1949), qui empêche le retour en arrière d'un processus une fois un certain stade dépassé. 

Il est parfois lié à un « effet mémoire » : 

« une consommation atteinte est difficilement réduite du fait des habitudes et des engagements qui ont été pris. »

L'« effet cliquet » fait analogiquement et métaphoriquement référence au cliquet d'horlogerie (mécanisme d'échappement à ancre interdisant tout retour en arrière d'une roue dentée).
Cette métaphore est utilisée dans de nombreux domaines, de la politique au management et à la théorie de l'évolution. L'une des manifestations de l'effet cliquet en mathématiques est le paradoxe de Parrondo.

## En économie
L'effet cliquet peut être un effet observé ou une stratégie économique. 

### Effet observé
Selon la théorie économique, il apparaît dans un contexte où l'incitation dépend non seulement de la production à l'instant présent mais aussi du passé. En théorie, une baisse des marchés n'a aucune influence sur les taux de rendement de l'année précédente. 
On peut prendre l'exemple d'une manufacture de pièces détachées. Les producteurs observent dès lors que l'incitation à produire est réajustée sur leur production, toute augmentation de celle-ci nécessite une plus grande quantité de travail. Ils décident alors de révéler les capacités de production cachées uniquement en cas de nécessité.
Il est parfois lié à la théorie de l'effet de démonstration ou d'imitation développée par James Stemble Duesenberry en 1949. La consommation peut dépendre de la consommation de la classe sociale ou du groupe social de référence. Selon lui, c'est un effet de « démonstration » : il y a une démonstration des classes aisées sur les classes inférieures qui les imitent. De par ce fait, la classe immédiatement inférieure consomme alors de la même manière.
Pour Duesenberry, la consommation, à une période donnée dépend non seulement du revenu de cette période, mais aussi des habitudes de consommation acquises antérieurement. Si la consommation dépend du revenu courant mais aussi de la consommation passée on l'écrit de la façon suivante :
{\displaystyle C_{t}=f(R_{t},C_{t-1})}
{\displaystyle C_{t-1}=f(R_{t-1},C_{t-2})}
{\displaystyle \vdots }
{\displaystyle C_{1}=f(R_{1},C_{0})}
Duesenberry évoque également l'effet d'imitation — « tout citoyen d'une classe sociale donnée tend à acquérir le comportement de la classe immédiatement au-dessus. ». De ce point de vue, le club des « privilégiés » servirait de modèle de référence aux autres catégories sociales qui tentent de suivre ses dépenses lorsque leurs revenus augmentent ou lorsque la production de masse banalise les objets. Pour Duesenberry, il s'agit donc d'une course poursuite au modèle supérieur. Alors, sous cette hypothèse la fonction d'utilité ({\displaystyle U}, en fonction de la consommation {\displaystyle C} et de celle de la classe de référence {\displaystyle C_{c}}) de Duesenberry s'écrirait :
{\displaystyle U(C,C_{c})=aC+b(C-C_{c})}
L'hypothèse faite par Duesenberry est que la consommation dépend du plus haut niveau de consommation durant la période précédente.
L'effet de cliquet, tel que présenté par Thomas Brown désigne le fait que lorsque leur revenu diminue, les agents ne vont pas à court terme, ajuster leur consommation à la baisse.
Ainsi, à titre d'exemples[réf. souhaitée] :
- quand le revenu d'un ménage diminue, il tend à garder la même consommation ;
- l'utilisateur d'un téléphone mobile s'habitue à son utilisation et le rend indispensable. Il est alors quasiment incapable de revenir en arrière ;
- le prix de l'essence à la pompe baisse peu malgré une baisse des cours du pétrole.

### Stratégie économique
Certains lobbys, entreprises ou réseaux d'entreprises dont la production ou les services deviennent désuets ou qui risquent pour d'autres raisons de perdre des marchés peuvent volontairement et via la législation ou des contrats installer des systèmes juridiques très difficiles à supprimer, faisant « effet de cliquet ». Il peut s'agir par exemple de pénalités financières exorbitantes imposées à leur client ou à un état qui est engagé par une garantie de soutien. Ainsi, un rapport présenté par deux parlementaires, Marc Goua (PS) et Hervé Mariton (UMP), le 30 septembre 2014, à l’Assemblée nationale, déconseille au gouvernement de fermer la centrale nucléaire de Fessenheim car une pénalité de 4 milliards devrait alors être versée à EDF et aux actionnaires minoritaires en raison d'une jurisprudence qui encourage un régime de responsabilité qui, « en indemnisant les « victimes » de l’action publique, peut bloquer par des considérations financières une mesure que la prudence suggère ».

## En politique
Dans ce domaine, ce terme permet de décrire l'incapacité d'un gouvernement à réduire les énormes bureaucraties, une fois que celles-ci ont été mises en place, comme en temps de guerre pour couvrir l'ensemble des besoins des troupes. On peut retrouver ce phénomène dans la réforme des organisations internationales due aux nombreuses couches de bureaucratie créées précédemment.
L'économiste Robert Higgs de l'école autrichienne a lui aussi utilisé le terme pour décrire l'apparente expansion irréversible du gouvernement en temps de crise dans son livre Crise et Leviathan.
Le phénomène de cliquet a également été théorisé par Yves-Marie Adeline dans son ouvrage La Droite impossible paru en 2012 (édition modifiée de La Droite piégée datant de 1996) : il y démontre comment, dans un système démocratique dont les fondements sont de gauche, les lois sociétales de la gauche sont irréversibles, car la droite, quand elle revient au pouvoir, ne se sent pas libre de les abroger. Cela ne vaut pas pour l'économie, comme le montre le thatcherisme, qui a pu défaire l'état-providence, mais cela vaut pour les évolutions sociétales.

## En médecine
Concernant l'obésité, la capacité du corps à créer de nouveaux adipocytes mais l'impossibilité d'en réduire le nombre est aussi appelée effet cliquet. Ceci implique que la graisse corporelle et donc le poids du corps peut toujours augmenter mais ne peut diminuer (excepté circonstances extrêmes) sous un seuil défini par le nombre total d'adipocytes et leur capacité à retenir les graisses.

## En médiologie
L’effet cliquet désigne « l’irréversibilité du progrès technique ».

## En droit des libertés fondamentales
L'effet cliquet a été utilisé par la jurisprudence du Conseil constitutionnel français pour procurer une protection particulière à certaines libertés, concernant par exemple la presse, les professeurs d'université ou la liberté d'association. Cette protection consiste à considérer comme inconstitutionnelles toutes les lois qui, au lieu de les rendre plus effectives, auraient pour objectif de revenir en arrière pour édicter un régime plus sévère ou restrictif.
Cette interdiction de revenir en arrière a notamment été affirmée dans la décision no 83-165 DC du 20 janvier 1984 sur la liberté universitaire. Dans cette décision, le Conseil a considéré que l'abrogation totale de la loi Faure sur les franchises universitaires du 12 novembre 1968 n'était pas conforme à la Constitution ; en effet, certaines dispositions conféraient aux professeurs d'université des garanties conformes aux exigences constitutionnelles, qui n'avaient pas été remplacées, dans la nouvelle loi, par des garanties équivalentes.
Par exemple encore, dans la décision no 84-181 DC du 11 octobre 1984 à propos des entreprises de presse, le Conseil considère que « s'agissant d'une liberté fondamentale, d'autant plus précieuse que son exercice est l'une des garanties essentielles du respect des autres droits et libertés et de la souveraineté nationale, la loi ne peut en réglementer l'exercice qu'en vue de le rendre plus effectif ». Autrement dit, une loi modifiant le régime juridique d'une liberté fondamentale ne peut être qu’un régime plus favorable que le régime antérieur.